# Austrodecus stocki
Austrodecus stocki is een zeespin uit de familie Austrodecidae. De soort behoort tot het geslacht Austrodecus. Austrodecus stocki werd in 1988 voor het eerst wetenschappelijk beschreven door Child. 